# Abschöpfungsstrategie
Die Abschöpfungsstrategie (auch Skimmingstrategie; englisch price skimming, von englisch skimming für „abschöpfen“) ist im Rahmen der Preispolitik eine Preisstrategie, bei der ein Produkt oder eine Dienstleistung zunächst mit einem hohen Preis auf einem Markt eingeführt wird, der später schrittweise gesenkt wird. Das Gegenstück zur Abschöpfungsstrategie ist die Penetrationsstrategie.

## Allgemeines
Skimmingstrategie und Penetrationsstrategie wurden 1951 zuerst von Joel Dean beschrieben: „The strategic decision in pricing a […] product is the choice between: (1) a policy of high initial price that skim the cream of demand; and (2) a policy of low prices from the outset serving as an active agent for market penetration“,
Beide werden auch als Preisabfolgestrategien oder dynamische Strategien bezeichnet. Es handelt sich bei der Skimmingstrategie nicht um eine Hochpreisstrategie, da der Preis nicht auf Dauer hoch angesetzt wird, sondern eine explizite Berücksichtigung von Preisänderungen im Zeitverlauf stattfindet.
Die Abschöpfungsstrategie hängt mit dem Begriff Abschöpfungspreis zusammen.

## Preisstrategien
Unterschieden wird bei Preisstrategien meist zwischen Festpreisstrategie, Preiswettbewerbsstrategie und Preisabfolgestrategie:
| Preisstrategie            | Substrategien                                             | Bemerkungen | Strategie-Ziel                                              |
| ------------------------- | --------------------------------------------------------- | --- | ----------------------------------------------------------- |
| Festpreisstrategie        | Hochpreisstrategie Niedrigpreisstrategie Yield Management | hohes Preisniveau etwa bei Luxusgütern, Markenartikeln, Nischenprodukten niedriges Preisniveau etwa bei Massenprodukten, Verdrängungswettbewerb Preisdifferenzierung durch dynamisches Preismanagement etwa bei Fluggesellschaften zur Kapazitätssteuerung | Qualitätsführerschaft Kostenführerschaft Kostenführerschaft |
| Preiswettbewerbsstrategie | Festpreisstrategie                                        | die Festpreisstrategie wird bei sich verändernder Marktentwicklung angepasst | Preisführerschaft                                           |
| Preisabfolgestrategie     | Abschöpfungsstrategie Penetrationsstrategie               | begonnen wird mit hohen Preisen, die sukzessive gesenkt werden begonnen wird mit niedrigen Preisen, die sukzessive erhöht werden | Markteinführung von Produktinnovationen, Markträumung       |

Angesprochen werden jeweils unterschiedliche Zielgruppen, so etwa bei der Hochpreisstrategie die Qualitätskäufer oder bei der Niedrigpreisstrategie die Schnäppchenjäger.

## Prinzip

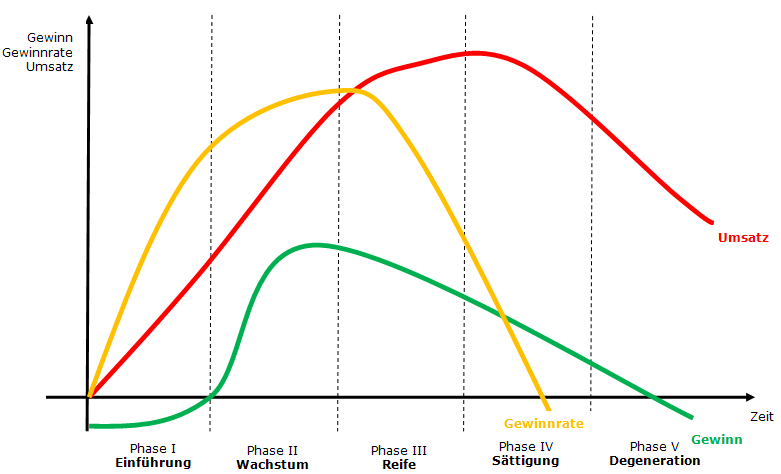
Im „normalen“ Produktlebenszyklus erwirtschaftet ein Produkt in der Einführungsphase noch keine Gewinne; Abschöpfungsstrategien sollen hier eine optimale Gewinnspanne ermöglichen.

Der Preis für ein Produkt wird zunächst hoch angesetzt und mit zunehmender Marktbearbeitung oder durch technischen Fortschritt nach unten korrigiert. Durch den hohen Einstiegspreis werden zwar meist nur geringere Absatzmengen erzielt, aber gleichzeitig auch relativ hohe Deckungsbeiträge pro Stück realisiert. Ziel der Abschöpfungsstrategie ist es, bei Kunden, die bereit sind, für ein neues Produkt einen hohen Preis zu zahlen, diesen auch „abzuschöpfen“, d. h. die Konsumentenrente möglichst klein zu halten. 
Die Abschöpfungsstrategie empfiehlt sich besonders dann, wenn es sich bei den neuen Produkten um echte Innovationen handelt, die aufgrund ihrer Neuartigkeit stark nachgefragt werden. Daher nennt man die Erstkunden, die den hohen Preis bezahlen, auch Innovatoren oder Early Adopter. 
Ein klassisches Beispiel für die Anwendung von Abschöpfungsstrategien findet man auf dem Hardware-Markt (Grafikkarten, Festplatten) oder Unterhaltungselektronik-Markt (Mobiltelefone, Fernseher), hier werden neue, innovative Produkte zu relativ hohen Preisen auf den Markt gebracht, aber schon nach kurzer Zeit (einige Monate bis zu einem Jahr) verbilligt. Grund der Verbilligung kann auch die in Gang kommende Massenproduktion mit entsprechender Fixkostendegression sein. 

## Theoretischer Hintergrund
Da die Zahlungsbereitschaft der Konsumenten den Distributoren unbekannt ist, können diese bei handelbaren beweglichen Gütern keinerlei Klassifizierung der Konsumenten zum Beispiel nach Einkommen, Familienstand, Ausbildung und Lebensalter durchführen, um einen teilweisen Aufschluss über die Zahlungsbereitschaft zu erhalten. So bleibt nur die anfängliche Preissetzung auf einem hohen Preisniveau, um die Konsumenten mit hoher Zahlungsbereitschaft abzudecken. Im Gegensatz hierzu ist bei unbeweglichen Gütern wie bei Kino, Zoo, Theater und sogenannten Sozialpreisen eine solche Klassifizierung möglich, wodurch den Anbietern eine klassifizierende Preisdiskriminierung erlaubt wird – jedoch nur dann, wenn eine hinreichend positive Korrelation zwischen den Klassifizierungsmerkmalen und der individuellen Zahlungsbereitschaft besteht und ferner die Standardabweichung innerhalb der Klasse gegenüber derjenigen zwischen den Klassen gering ist.

## Netzwerkeffekte und Erfahrungskurveneffekte
Die Netzwerkeffekte des Konsums sollten möglichst gering oder sogar negativ sein. Das ist beispielsweise bei Luxusgütern der Fall, die einen Statussymbolcharakter aufweisen und durch Massenbesitz eine Entwertung des Produktes eintreten würde. Die Erfahrungskurveneffekte der Produktion sollten ebenfalls gering sein, da ansonsten eine Preissetzung auf niedrigerem Niveau die (kumulierte) Produktionsmenge erhöhen und dadurch Kostenvorteile ermöglichen würde. 
Es besteht die Gefahr, dass aufgrund des hohen Preises und des damit verbundenen attraktiven Stückgewinns Konkurrenten als Nachzügler aktiv werden. Aufgrund dieser Gefahr müssen die Markteintrittsbarrieren für die Konkurrenten erhöht werden. Die Markteintrittsbarrieren der Konkurrenten können zum Beispiel durch einen eigenen Know-how-Vorsprung und eine Ausweitung der eigenen Marktmacht verstärkt werden.

## Empirische Befunde
Martin Spann/Marc Fischer/Gerard Tellis analysierten 2015 die Häufigkeit und Wahl dynamischer Preisstrategien in einem komplexen dynamischen Markt mit 663 Produkten (Digitalkameras) von 79 unterschiedlichen Marken. Die empirische Analyse zeigt, dass entgegen der Empfehlungen in der Literatur die Mehrheit der Produkte nicht einer Skimming- oder Penetrationsstrategie folgt. Es finden sich fünf verschiedene Preisstrategien: Skimming (20 % Häufigkeit), Penetration (20 % Häufigkeit) und drei Varianten einer Marktpreisstrategie (60 % Häufigkeit), bei der die Produkte zum Marktpreis eingeführt werden. Bei einer Skimmingstrategie werden die Produkte durchschnittlich 16 % über dem Marktpreis eingeführt. Bei einer Penetrationsstrategie erfolgt die Markteinführung im Durchschnitt 18 % unterhalb des Marktpreises. In diesem Markt verfolgen Unternehmen in der Regel einen Strategiemix über ihr Produktportfolio. Die Wahl einer bestimmten Strategie für ein Produkt hängt mit Markt-, Unternehmens- und Markencharakteristika wie beispielsweise Wettbewerbsintensität, Position als Marktpionier, Markenreputation und Erfahrungskurveneffekten zusammen.

## Abgrenzung
Price Skimming ist nicht zu verwechseln mit dem Cream Skimming, bei dem nur bestimmte Zielgruppen bedient werden.